# Chasseurs basques
 (mars 2025).
Les chasseurs basques sont des unités d’infanterie légère (de chasseurs à pied) constituées par différentes armées.

## En France
Les unités de chasseurs basques françaises sont créées lors de la Révolution française pour défendre la frontière des Basses-Pyrénées.
 
Des patriotes avaient spontanément pris les armes, et sont autorisés à créer quatre compagnies franches, constituant le corps des Chasseurs Basques (novembre 1792) par les représentants du peuple. Le 7 mai 1793, il compte dix compagnies, organisées ensuite en quatre bataillons (1er à 4e bataillon de chasseurs basques). 

Deux de ces bataillons sont commandés par les futurs généraux Matenot, dit la Victoire, et Harispe. Ces compagnies défendent les cols autour de Saint-Jean-Pied-de-Port dès le début de 1793. Elles sont placées sous le commandement du capitaine Moncey.
Les chasseurs basques se distinguent du 1er au 6 juin 1793 à la défense de Château Pignon, en avant de Saint-Jean-Pied-de-Port, à 1 contre 8. Ils remportent quelques succès par la suite, et leur ardeur au combat réussit à empêcher les Espagnols de progresser en profondeur.
En juin 1794, trois des bataillons basques forment la 5e demi-brigade d’infanterie légère, sous les ordres de Moncey, désormais chef de bataillon. En octobre 1794, le bataillon de chasseurs basques d’Harispe, forme avec les grenadiers de la 5e demi-brigade la colonne infernale qui s’empare des cols au-dessus de Saint-Jean-Pied-de-Port.
En 1795, la paix est signée avec l’Espagne, et les chasseurs basques restent cantonnés sur la frontière. En septembre 1798, ils sont réduits à un bataillon. En 1800, ils sont déplacés sur Libourne, et un deuxième bataillon est reformé. Les deux bataillons font la campagne de 1800 dans l’armée de réserve de seconde ligne, dite armée des Grisons et sont ensuite dissous le 21 avril 1801 à Berne. En 1806, ils forment le 4e régiment d’infanterie légère et participent à la victoire d’Iéna. En 1808, trois cents d’entre eux forment la garde d’honneur de Murat en Espagne. Le bataillon est intégré à la Grande Armée pour la campagne de Russie en 1812.

### Personnalités ayant servi dans les chasseurs basques
- Thomas Etcheverry, député pendant les Cent-Jours
- Jean Isidore Harispe, général d’Empire et maréchal en 1851

## En Uruguay: lescazadores vascos
En Uruguay, un régiment (ou bataillon) de chasseurs basques est créé lors de la Grande Guerre par le gouvernement Colorado, le 8 avril 1845, pendant le siège de Montevideo. Le colonel est Juan Bautista Brie de Laustan, l’uniforme est bleu à parements rouges, avec un béret basque rouge.
Cette unité, outre son propre état-major, sa logistique, sa musique et son artillerie, comprenait des compagnies de grenadiers, de voltigeurs, et sept compagnies d’infanterie, pour un total de 650 hommes.
Un autre régiment de chasseurs basques est formé par les Blancos, recrutant des vétérans des guerres carlistes.

## Sources
- Gérard Folio. La citadelle et la place de Saint-Jean-Pied-de-Port, de la Renaissance à l’Époque Contemporaine, in Cahier du Centre d’études d’histoire de la défense no 25 Histoire de la fortification, 2005  (ISBN 2-11-094732-2), En ligne , consulté le 3 mars 2007, p. 134-138.
- Euskomedia Chasseurs basques. En ligne , consulté le 8 mars 2007
- Bernard Coppens, www.1789-1815.com